# Malaxis bulusanensis
Malaxis bulusanensis är en orkidéart som beskrevs av Oakes Ames. Malaxis bulusanensis ingår i släktet knottblomstersläktet, och familjen orkidéer. Inga underarter finns listade i Catalogue of Life.